# Ilversgehofen
Ilversgehofen, Erfurt-Ilversgehofen – dzielnica miasta Erfurt w Niemczech, w kraju związkowym Turyngia. 